# Шлиппенбах, Антон Андреевич
 Антон Андреевич Шлиппенбах  (1779—1836) — участник Отечественной войны 1812 года, подполковник. Прадед советского учёного Кондратюка Юрия Васильевича (настоящее имя — Шаргей Александр Игнатьевич), одного из основоположников космонавтики.

## Биография
Родился предположительно в 1779 году. Происходил из дворян Лифляндской губернии города Феллин (ныне Вильянди; город «Феня» — ошибка в прочтении документов при подготовке статьи в «Сборнике биографий кавалергардов»). В службу зачислен вахмистром в 1795 году в лейб-гвардии Конный полк. 19 ноября 1796 года пожалован кавалергардом в кавалергардские эскадроны, при расформировании которых 11 ноября 1797 года переведен обратно в лейб-гвардии Конный полк. В 1798 году произведён в корнеты лейб-кирасирского Её Величества полка. В 1801 году произведён в поручики, в 1808 — в штабс-ротмистры, в 1812 — в ротмистры, в 1814 — в майоры (в этом же полку).
Находился во многих делах и сражениях. В их числе: при д. Шлате (1799), в сражении под Аустерлицем (1805), в 1807 году — в делах при осаде Измаила, в 1809 году — в походе в Галицию, в 1812 году — в Бородинском сражении, под Тарутином, под Малым Ярославцем, при Вязьме, под Красным, в 1813 году — под Люценом, Бауценом, при отступления армии при крепости Кенигштайн, в Кульмском сражении (имя А. А. Шлиппенбаха занесено на 43-ю стену Галереи воинской славы в Храме Христа Спасителя) и селении Савохлеб, где он от пролёта ядра получил контузию в правую ногу, под Лейпцигом, при Фершампенуазе и под Парижем.
Награждён за Бородино золотою шпагою с надписью «За храбрость» (командовал эскадроном шефа, заменив раненого барона Вистергольте, причем его собственную жизнь спас вахмистр Фёдор Коренев; согласно документам, «храбро врубился в неприятельскую кавалерию и опрокинул оную, истребя большую часть неприятельского кирасирского полка»; речь идет о кавалерийском сражении за редутом Раевского, начатом атакой кавалергардов и конной гвардии, в которой кавалергардами командовал дальний родственник А. А. Шлиппенбаха, барон Карл Левенвольде; полковник барон Левенвольде в этой атаке погиб). Шеф полка барон Розен А.В. докладывал об этих событиях:

Сего августа 26 числа, находясь в сражении под личным начальством господина генерал-майора Бороздина, со вверенным мне Лейб-Кирасирским Её Императорского Величества полком с шести часов утра до четырех по полудни под непристанными выстрелами неприятеля; в четыре же часа по повелению ево, господина генерал-майора Бороздина, последовал я на правой фланг, в то самое время, когда превосходная кавалерия неприятельская прорвалась в центр нашей армии. Я, видев сие, атаковал сам с лейб-эскадроном и майора Кашембара неприятеля в тыл, где неприятельские кирасиры и уланы были вовсе разбиты и по двоекратной атаке на его пехоту опрокинуты. Сими атаками была спасена наша пехота и весь центр нашей армии. Протчие же два эскадрона, командирской и майора Салогуба, оставались на левом фланге, где двоекратно брали батареи неприятельские, но не в силах были, не имев подкрепления, оных свести.— Рапорт шефа Лейб-Кирасирского Её Императорского Величества полка полковника барона А.В. Розена цесаревичу и великому князю Константину Павловичу
Кавалер орденов Св. Анны 2 кл., Св. Владимира 4-й ст. с бантом и прусского ордена Pour le Mérite.
21 декабря 1816 года уволен от службы в чине подполковника с мундиром и пенсионом полного жалования. Жил («…Пензенской губернии Краснослободскаго уезда житель подполковник и кавалер Барон Антон Андреев сын Шлиппенбах…») в Краснослободском уезде Пензенской губернии, где его жене О. Г. Украинцевой принадлежало имение.
Согласно собственноручным воспоминаниям Марии Николаевны Шлиппенбах, «один из двоюродных братьев моего отца был Антон Андреевич. В детстве моем я его видела, когда он приезжал в Нижегородскую губернию навещать наших родителей. То было ещё до поступления моего в С.-Петербургский Екатерининский институт, куда, девятилетнею, меня поместили в 1834 году. У меня остались воспоминания о дяде Антоне Андреевиче, что он был, как мне казалось, добрый и веселый».
Вопреки биографам А. И. Шаргея (Ю. В. Кондратюка), который суть сын внучки А. А. Шлиппенбаха, Людмилы Львовны (1875—1910), А. А. Шлиппенбах никогда не работал почт-инспектором, не служил в артиллерии и не страдал (это относится ко всем его детям и многочисленным кровным родственникам) умственным расстройством. Среди родственников О. Г. Украинцевой случаи душевного расстройства отмечались.

## Семья
Праправнук по прямой нисходящей линии Вольмара Антона Шлиппенбаха (1653—1721), который на 57-м году жизни был пленён в Полтавском сражении (1709), был отпущен из плена и поступил на русскую службу «с таким договором, дабы от того времяни ранг мой почитать как я был генералом маеором у короля швецкаго» в 1712 году, был произведён Петром I в генерал-поручики в 1714 году, на 62-м году жизни, но имений в Курляндии не получал (его и его жены Хелены Ливен имениями оставались Альт- и Ной-Борнхузен и Оллустфер в Лифляндии, а также Сойниц в Эстляндии; имениями в Курляндии владела другая, весьма удаленная, ветвь семьи Шлиппенбах) и никогда не был «награждён титулом барона» (список лиц, получивших баронское достоинство Российской империи, хорошо известен; это Шафиров, Остерман, Строгановы, и проч.).
Титул барона Священной Римской Империи (нем. Reichsfreiherrnshtand) унаследовал от своего деда Отто Иоганна (1719—1808), который был возведён в баронство в 1768 году.
Был женат (с 1816 года) на Ольге Григорьевне Украинцевой . От неё имел детей: Льва (1818— не ранее 1875), Екатерину (13.07.1820), Александра (1820—1877), Елену (род. предп. между 1820 и 1825), Александру (1825—1849), Николая (1827-), Павла (1830—1880).
Лев Антонович (03.01.1818—после 1875), полковник (1868). В момент рождения дочери Людмилы, в 1875 году, ему было более 55 лет.
Александр Антонович — полковник на 1869 год. Артиллерист, изобретатель. Похоронен в Варшаве, где служил и проживал в последние годы жизни.
Николай (офицер известного 53-го Волынского пехотного полка) и Павел (артиллерист, отличился в деле при Инкерманской долине) Антоновичи — действительные участники Обороны Севастополя в войне 1853—1856 годов.

## Награды
- Золотое оружие «За храбрость»
- Орден Святого Владимира 4-й ст.
- Орден Святой Анны 2-й ст.
- Pour le Mérite